# Municipio de Bear Creek (Arkansas)
El municipio de Bear Creek (en inglés: Bear Creek Township) es un municipio ubicado en el condado de Sevier en el estado estadounidense de Arkansas. En el año 2010 tenía una población de 8262 habitantes y una densidad poblacional de 52,12 personas por km².

## Geografía
El municipio de Bear Creek se encuentra ubicado en las coordenadas 34°3′11″N 94°17′36″O / 34.05306, -94.29333. Según la Oficina del Censo de los Estados Unidos, el municipio tiene una superficie total de 158.53 km², de la cual 157.68 km² corresponden a tierra firme y (0.54%) 0.85 km² es agua.

## Demografía
Según el censo de 2010, había 8262 personas residiendo en el municipio de Bear Creek. La densidad de población era de 52,12 hab./km². De los 8262 habitantes, el municipio de Bear Creek estaba compuesto por el 57.49% blancos, el 4.66% eran afroamericanos, el 2.13% eran amerindios, el 0.59% eran asiáticos, el 0.04% eran isleños del Pacífico, el 31.18% eran de otras razas y el 3.91% pertenecían a dos o más razas. Del total de la población el 47.79% eran hispanos o latinos de cualquier raza.